# Farming Simulator 15
| Системные требования | Системные требования                                                                               | Системные требования                                                                               |
| -------------------- | -------------------------------------------------------------------------------------------------- | -------------------------------------------------------------------------------------------------- |
|                      | Рекомендации                                                                                       | |
| Windows, macOS       | | |
| ОС                   | Microsoft Windows Vista, Windows 7 или Windows 8 (Mac OS X 10.7.1, 10.8.1, 10.9.1, 10.10.1 и выше) | Microsoft Windows Vista, Windows 7 или Windows 8 (Mac OS X 10.7.1, 10.8.1, 10.9.1, 10.10.1 и выше) |
| ЦПУ                  | 2.0 GHz Intel или аналогичный AMD                                                                  | 2.0 GHz Intel или аналогичный AMD                                                                  |
| Объём ОЗУ            | 2 GB                                                                                               | 2 GB                                                                                               |
| Место на диске       | 3 GB                                                                                               | 3 GB                                                                                               |
| Видеокарта           | 512 MB видеопамяти (ATI Radeon HD 2600/Nvidia GeForce 8600 или выше)                               | 512 MB видеопамяти (ATI Radeon HD 2600/Nvidia GeForce 8600 или выше)                               |
| Сеть                 | Широкополосное подключение к интернету                                                             | Широкополосное подключение к интернету                                                             |

Farming Simulator 15 — видеоигра разработанная компанией Giants Software и изданная Focus Home Interactive в 2014 году и принадлежит к серии Farming Simulator. Игра представляет собой реалистичный симулятор фермера, в которой фермер — сам игрок. В данной игре присутствует более сотни единиц различной сельскохозяйственной техники и инструментов, более сорока реально существующих лицензированных брендов, например: Kärcher, New Holland, Deutz-Fahr, Ponsse, Krone и другие.

## Геймплей
В этой игре вы можете вспахивать, удобрять или культивировать поля, сеять и выращивать пшеницу, ячмень, картофель, свеклу и прочее, убирать урожай, выращивать кур, овец и коров, продавать яйца, шерсть, молоко, пилить и продавать деревья. В игре представлено множество реально существующих марок техники, множество комбайнов, тракторов, автомобилей, культиваторов, плугов, и многих других. В игре есть интересная особенность — загрязнение транспорта, чтобы отмыть его, вам придется купить специальную мойку в магазине. В игре присутствуют задания (миссии), за выполнение которых игрок получит вознаграждение, брать задания нужно на специальных досках объявлений, которые разбросаны по карте.

## Игровой мир
В игре представлено 2 карты — Бьорнхольм и Холмы Вестбриджа. Бьорнхольм — тихая скандинавская глубинка, на этой карте преобладают равнины и лес. Холмы Вестбриджа находятся в США, на этой карте, как и следует из названия, в рельефе преобладают холмы. В официальном дополнении Gold Edition была добавлена карта Сосновка, которая основывается на восточной Европе, рельеф представляет собой равнины. Также можно добавить больше карт, путём установки пользовательских модификаций.

## Модификации
В данной видеоигре для Windows существует большое количество всевозможных пользовательских модификаций и DLC — это трактора, комбайны, грузовики, автомобили и другая техника известных марок, новые карты и т. д., список безграничен.
На консольных версиях пользовательские модификации заменены DLC, которые в большинстве своём распространяются платно.

## Критика
| Сводный рейтинг | Сводный рейтинг                                                                  |
| Агрегатор       | Оценка                                                                           |
| --------------- | -------------------------------------------------------------------------------- |
| GameRankings    | 57,33 %                                                                          |
| Metacritic      | (PC) 64/100 (18 обзоров) (PS4) 54/100 (22 обзоров) (Xbox One) 54/100 (6 обзоров) |

Игра получила смешанные отзывы. На сайте-агрегаторе Metacritic средняя оценка игры составляет 64 из 100 на основе 18 обзоров для платформы PC.
Игроки часто критикуют данную игру, по разным причинам, но больше всего выделяется критика по поводу: физики, а именно её нереалистичности, также критикуют за то, что в игре сложно освоиться новичку, некоторым игрокам не хватает сюжета, многим игра быстро надоедает и кажется скучной, однако это меньшая часть игроков, большинство оценивают игру положительно.
Летом 2018 года, благодаря уязвимости в защите Steam Web API, стало известно, что точное количество пользователей сервиса Steam, которые играли в игру хотя бы один раз, составляет 916 206 человек.